# Newlyn School

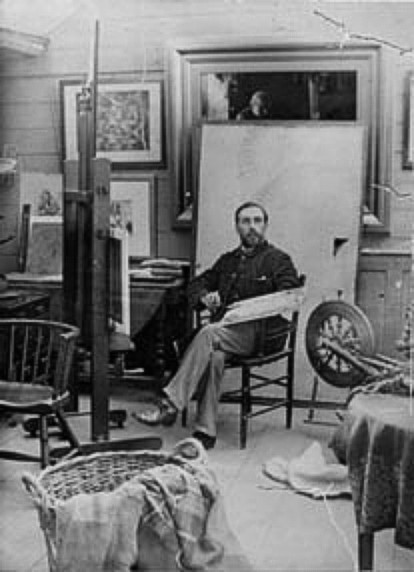
Walter Langley – założyciel Newlyn School

Newlyn School – malarska kolonia artystyczna w Newlyn, rybackiej osadzie położonej pod Penzance w Kornwalii, powstała na wzór francuskiej szkoły z Barbizon. 
Pierwszym artystą, który osiadł w Newlyn w 1882 był Walter Langley. Newlyn i jego otoczenie miało wiele zalet: tanie życie, interesujące otoczenie i znakomite nadmorskie światło. Malarzy fascynowało surowe życie rybaków, praca na morzu i w porcie, oraz folklor okolicznych wsi. Kolonia istniała do lat 20. XX w.

## Przedstawiciele Newlyn School
- Albert Chevallier Tayler
- Lamorna Birch
- Henry Scott Tuke
- Thomas Cooper Gotch
- Norman Garstin
- Stanhope Forbes
- Walter Langley
- Annie Walke
- Harold Knight
- Laura Knight
- Alfred Munnings
- Harold Harvey
- Ayerst Ingram
- Frank Bramley

## Wybrane prace

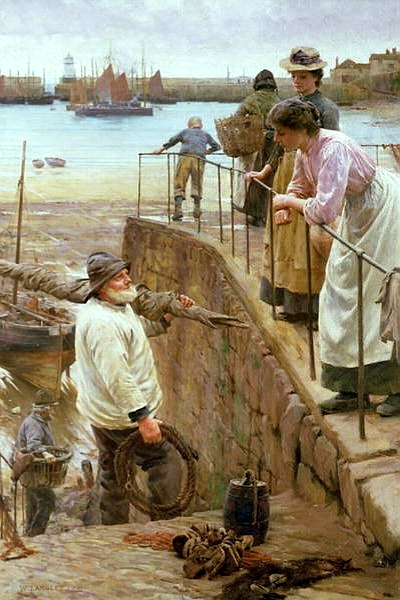
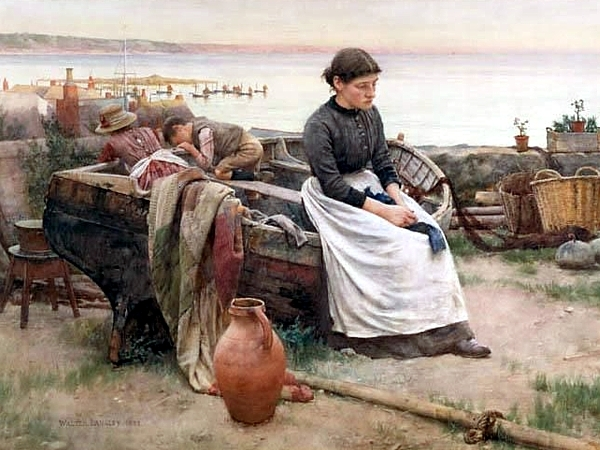
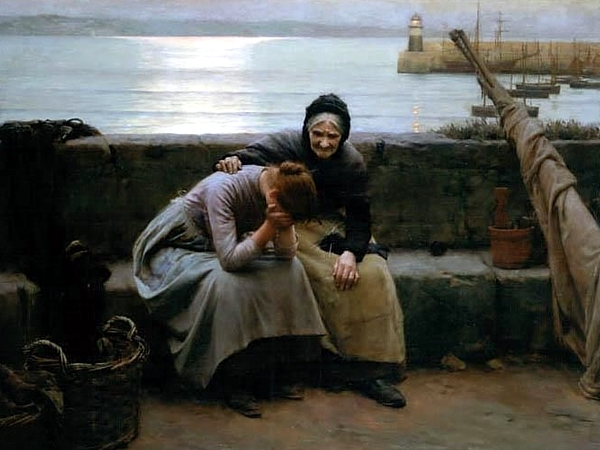

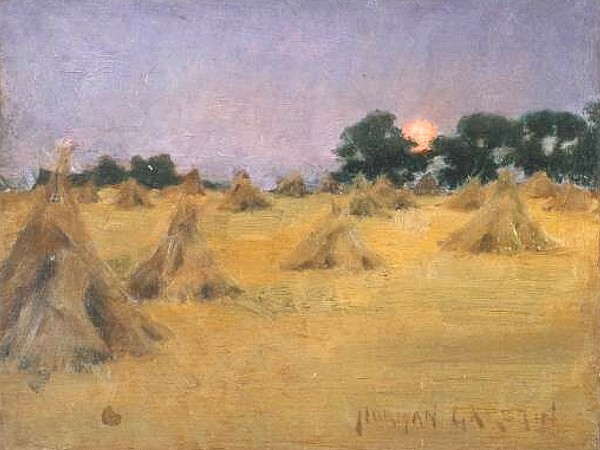
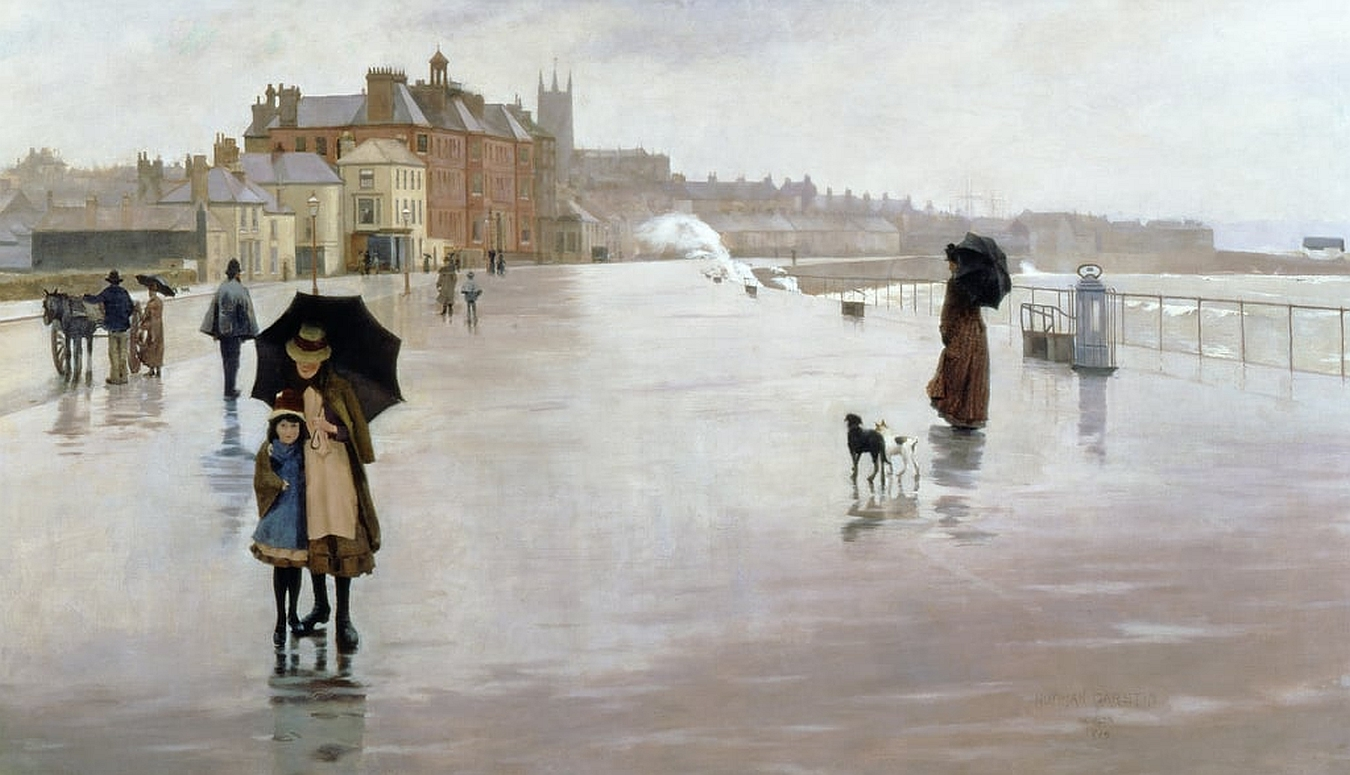
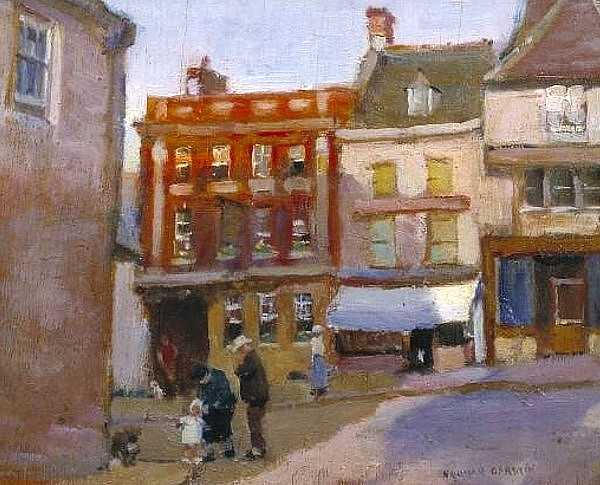

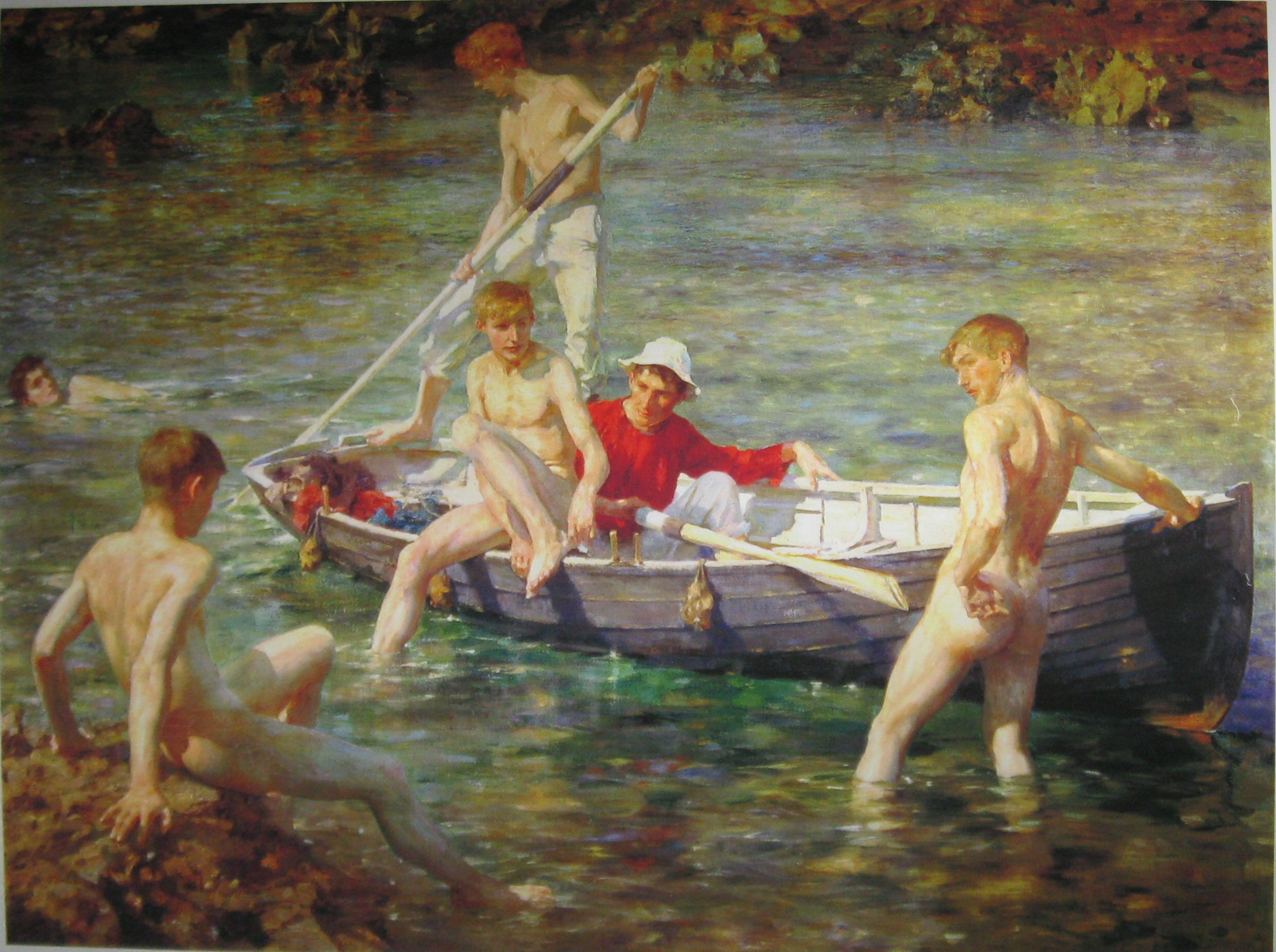
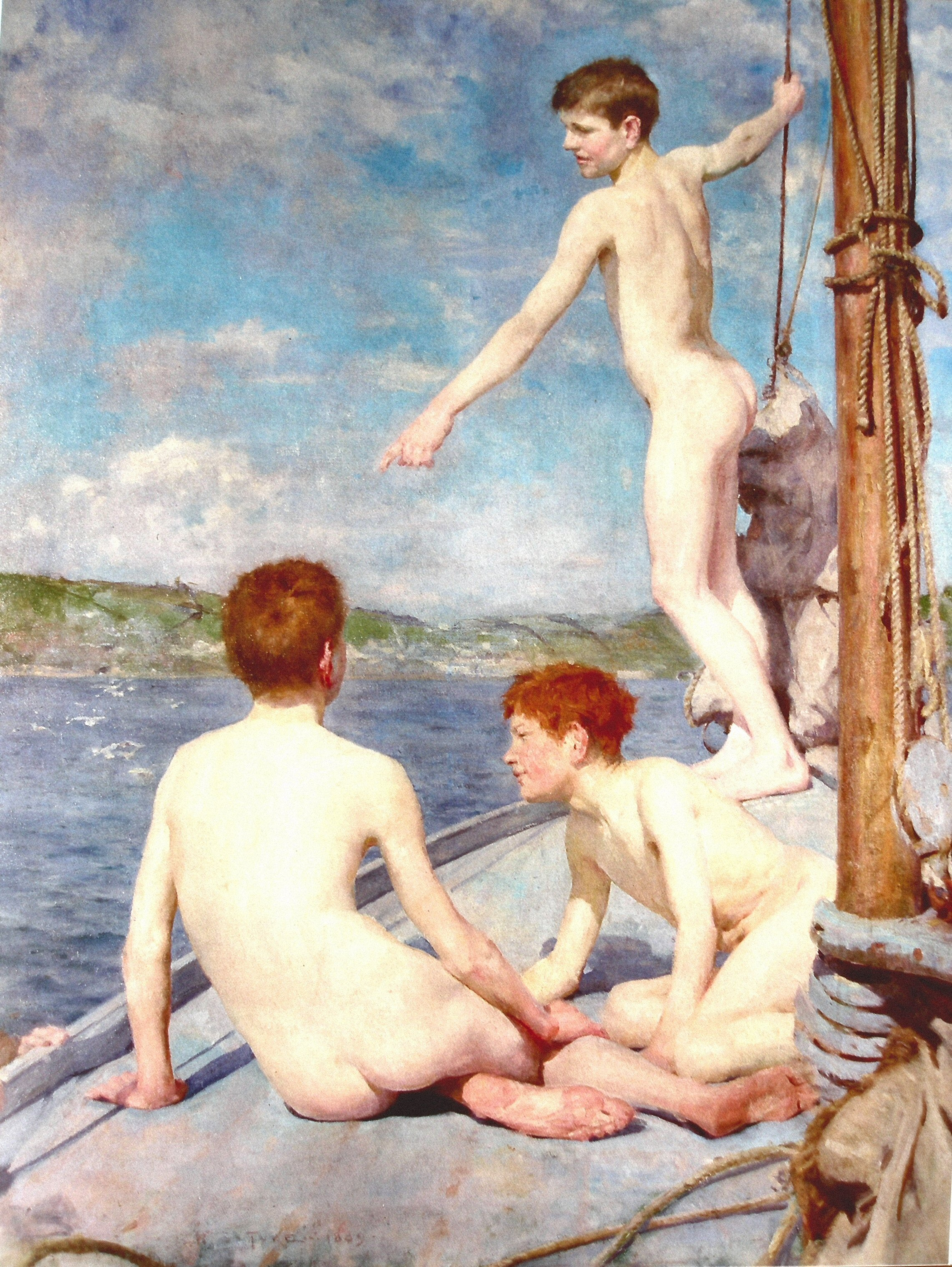
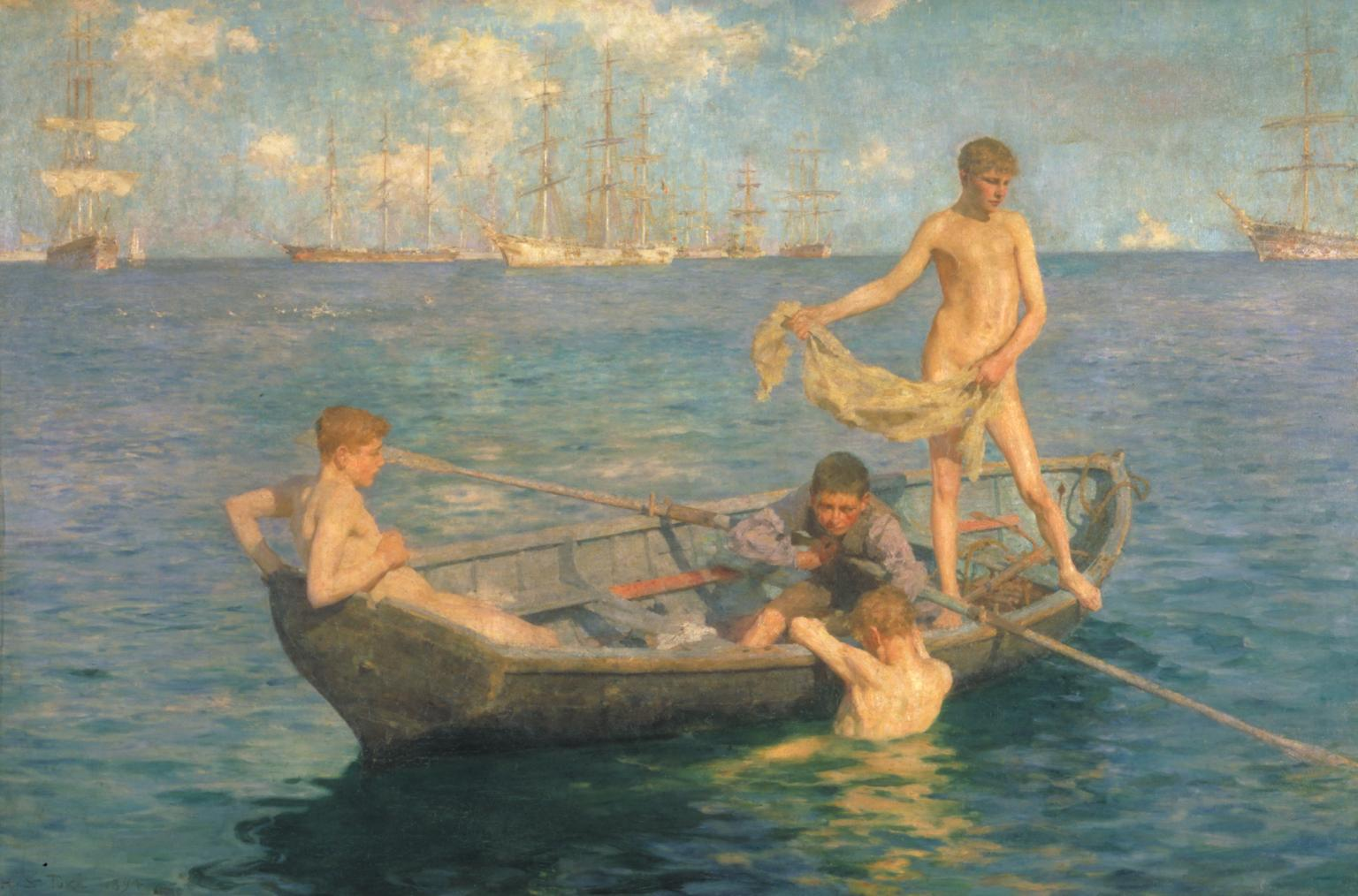

- Walter Langley

- Norman Garstin

- Henry Scott Tuke

## Literatura dodatkowa
- George Bednar. Every Corner was a Picture: A checklist compiled for the West Cornwall Art Archive of 50 artists from the early Newlyn School painters through to the present. ISBN 1-872229-36-0